# Hungry Again
Hungry Again è il trentacinquesimo album in studio della cantante statunitense Dolly Parton, pubblicato il 25 agosto 1998 dalla Decca Records.

## Tracce
Testi e musiche di Dolly Parton.
1. Hungry Again – 3:19
2. The Salt in My Tears – 3:50
3. Honky Tonk Songs – 4:27
4. Blue Valley Songbird – 4:18
5. I Wanna Go Back There – 3:03
6. When Jesus Comes Calling for Me – 2:46
7. Time and Tears – 2:54
8. I'll Never Say Goodbye – 3:11
9. The Camel's Heart – 3:16
10. I Still Lost You – 3:33
11. Paradise Road – 3:10
12. Shine On – 3:59